# Lingva Festivalo
El Festival de Idiomas (esperanto: Lingva Festivalo) es un evento cultural y educativo que organiza la Asociación Universal de Esperanto junto con otras organizaciones en diferentes países de todo el mundo. El objetivo de estos festivales de idiomas  es enseñar y aportar información sobre las lenguas del mundo a personas que están interesadas en los idiomas y las culturas, y mostrar de este modo la riqueza y la diversidad del lenguaje. Los festivales de idiomas también cuentan con el objetivo de demostrar que todos los idiomas del mundo son igual de importantes y valiosos, y que no debería haber idiomas «mayores» ni «menores», ideas mayormente promovidas por los hablantes de esperanto. Durante el primer Festival de Idiomas, celebrado en Francia en 1995, se presentaron 32 lenguas. En el segundo festival, en 1996, ya se contaba con 65 idiomas, y en el tercero, con 85. Los mayores festivales hasta el momento se celebraron en China e Inglaterra con más de 100 lenguas en ambos eventos.

## Historia
El primer festival de idiomas lo llevó a cabo en 1995 un esperantista americano, Dennis Keefe, en Tours (Francia). El año siguiente se celebró, de forma similar, el Festival de Idiomas de Cheboksary, que ha sido el más grande de Rusia desde entonces. A partir de ese momento, estos festivales se han celebrado en diversos países del mundo, como Australia, Bélgica, Finlandia, Francia, Rusia, Eslovaquia, Suecia, Ucrania, Estados Unidos y Venezuela. En 2008, Dennis Keefe organizó un festival de idiomas en la Universidad de Nankín (China). En 2014, Ghil’ad Zuckermann fundó el Festival de Idiomas Adelaide (Australia). En 2018, se celebró el primer festival de idiomas de Indonesia en Surabaya.

## Presentaciones de los idiomas y otros eventos
Los diferentes idiomas se presentan en unas clases introductorias que duran entre 20 minutos y una hora. En estas, el presentador proporciona información general sobre el idioma, y a menudo enseña a los asistentes a decir algunas frases simples, e incluso, a leer y escribir en esa lengua. Normalmente se imparten clases de idiomas al mismo tiempo (las llamadas language parallels), por lo que cada asistente debe decidir a qué presentación acudir en cada horario. Aparte de las clases de lenguas, estos festivales suelen incluir clases introductorias sobre temas relacionados con los idiomas y la lingüística, así como los denominados clubes de idiomas. Estos son lugares donde los visitantes pueden hablar entre ellos, escuchar música y ver películas en una lengua determinada. Además, los festivales de idiomas incluyen muchas veces conciertos en los que se interpretan canciones en diferentes lenguas. Los presentadores de los festivales son mayoritariamente voluntarios: enamorados del lenguaje que aceptan presentar uno o más idiomas que conocen sin obtener remuneración. Sin embargo, para poder cubrir los gastos de gestión, algunos festivales incluyen una entrada o animan  a los visitantes a hacer donativos libremente.